# Kaulquappen-Katzenhai
Der Kaulquappen-Katzenhai (Cephalurus cephalus), im englischen Sprachraum aufgrund seiner Form als  lollipop catshark bekannt, ist die einzige Art seiner Gattung innerhalb der Pentanchidae. Er lebt in Bereich der Tiefsee des äußeren Kontinentalschelfs und des oberen Kontinentalhangs im Golf von Kalifornien sowie im Meeresgebiet vor Niederkalifornien (Baja California). Der Hai erreicht eine Körperlänge von etwa 24 Zentimeter und hat einen charakteristischen Körperbau mit einem großen, runden Kopf und einem schmalen Körper, wodurch er kaulquappenähnlich wirkt. Der große Kopf beinhaltet stark vergrößerte Kiemen, die sich wahrscheinlich als Anpassung an die sauerstoffarmen Bedingungen im Bereich des Tiefseebodens entwickelt haben.
Der Hai ernährt sich vor allem von Krebstieren und kleinen Knochenfischen. Er ist lebendgebärend, wobei die Weibchen ihre Eier paarweise im Körper tragen und die Junghaie dort schlüpfen (ovovivipar).

## Merkmale
Der Kaulquappen-Katzenhai erreicht eine durchschnittliche Körperlänge von etwa 24 Zentimeter sowie eine Maximallänge von bis zu 28 Zentimeter. Seinen Namen erhielt er aufgrund seiner auffälligen kaulquappennähnlichen Gestalt mit einem stark vergrößerten Kopf mit einer entsprechend großen Kiemenregion und einem schlanken Körper, der sich zum Schwanz hin verjüngt. Die Körperfärbung ist gleichmäßig braun, wobei die Ränder der Rücken-, Brust- und Bauchflossen hellere bis weiße Ränder haben können. Die Augen sind irisierend grün.
Der Kopf des Hais ist sehr breit, abgeflacht und gerundet. Er macht etwa ein Drittel der Körperlänge der ausgewachsenen Tiere aus. Die Schnauze ist kurz und stumpf ausgebildet, die Nasenlöcher sind groß und mit mittelgroßen Hautlappen ausgestattet. Der Mund besitzt ein Paar Gruben an den Mundwinkeln, die den Mundwinkel vom oberen zum unteren Kiefer umgreifen. Die weit auseinanderstehenden Zähne besitzen eine große zentrale Zahnspitze, die von einer bis drei Nebenspitzen umstanden wird. Die oberen Zähne sind gerade während die unteren Zähne leicht nach außen gebogen sind. Auf der Zunge und dem Gaumen befinden sich zahlreiche kleine Papillen und eine helle Membran umrahmt den Innenraum des Mundes. Die großen Augen sind oval, hinter ihnen liegen die deutlich vergrößerten Spritzlöcher. Die fünf Kiemenspalten sind sehr deutlich ausgebildet und vorn stark gewölbt.
Der Körper des Hais ist sehr weich und fast geleeartig. Anders als bei den meisten anderen Katzenhaien liegt die erste Rückenflosse deutlich vor dem Ansatz der Bauchflossen. Die zweite Rückenflosse ist etwa ebenso lang und etwas niedriger als die erste und liegt der Analflosse gegenüber. Die Rücken-, Bauch- und Analflossen besitzen eine konvexe Vorderkante und eine gerade Hinterkante. Die Brustflossen sind winkelförmig und etwa doppelt so lang wie breit. Sie setzen unterhalb der vierten Kiemenspalte an. Die Schwanzflosse ist niedrig mit einem undeutlichen unteren Lobus und einer flachen Kerbe in der Nähe der Spitze des oberen Lobus. Die Haut ist dünn und von dornähnlichen Placoidschuppen und schmaleren haar-ähnlichen Zähnchen bedeckt, die auf der Rückenseite zahlreicher werden.

## Verbreitung und Lebensraum

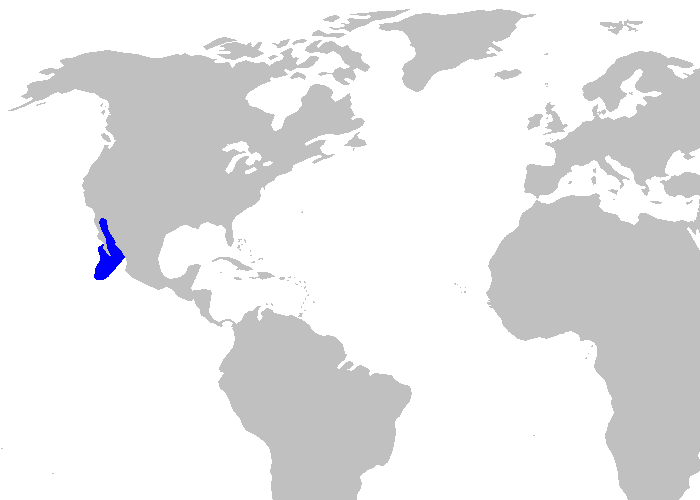
Verbreitungsgebiet des Kaulquappen-Katzenhais

Das Verbreitungsgebiet des Kaulquappen-Katzenhais ist auf den Golf von Kalifornien sowie das Meeresgebiet vor Niederkalifornien (Baja California) beschränkt. Dabei lebt er benthisch, also im Bereich des Meeresbodens, am äußeren Kontinentalschelf sowie am oberen Kontinentalhang in Tiefen von 155 bis 937 Metern.

## Lebensweise
Die stark vergrößerte Kiemenregion mit den großen Kiemenblättern des Kaulquappen-Katzenhais lassen auf eine Anpassung an eine Lebensweise am Meeresboden der Tiefsee mit sehr geringem Sauerstoffanteil sowie hohe Temperaturen und hohe Salzgehalte schließen. Der Hai ernährt sich vor allem von Krebstieren sowie von kleinen Knochenfischen.
Der Kaulquappen-Katzenhai ist, anders als die meisten anderen Katzenhaie, lebendgebärend (ovovivipar), die Weibchen bringen den Nachwuchs im Sommer zur Welt. Sie haben zwei funktionierende Eierstöcke und bilden paarweise dünnhäutige Eikapseln, die bis zum Schlupf der Junghaie innerhalb der Eileiter gehalten werden, wobei sich die Jungtiere vom Dotter innerhalb des Eis ernähren. Die neugeborenen Haie haben eine Körperlänge von etwa 10 Zentimetern. Die Geschlechtsreife erreichen die Haie mit einer Länge von etwa 19 Zentimeter.

## Evolution und Systematik
Der Kaulquappen-Katzenhai wurde 1892 durch den amerikanischen Ichthyologen Charles Henry Gilbert als Catulus cephalus in der 14. Ausgabe der Proceedings of the United States National Museum erstbeschrieben. Seine Beschreibung basierte auf einem geschlechtsreifen männlichen Hai mit einer Körperlänge von 24 Zentimetern, der in einer Tiefe von 841 Meter vor Clarión, einer Insel der Revillagigedo-Inseln südöstlich von Niederkalifornien, gefangen wurde. 1941 wurde von Henry F. Bigelow und William C. Schroeder die neue Gattung Cephalurus für diese Art eingerichtet.
Neben dieser Art existiert eine weitere, bisher noch unbeschriebene Art der Gattung im Bereich vor Panama, Peru und Chile, die sich in ihren Merkmalen leicht vom Kaulquappen-Katzenhai  unterscheidet und entsprechend als Südlicher Kaulquappen-Katzenhai (Cephalurus sp. A) bezeichnet wird.
Auf der Basis morphologischer und molekularbiologischer Daten bildet die Gattung Cephalurus, ursprünglich den Katzenhaien (Scyliorhinidae) zugeordnet, ein gemeinsames Taxon mit den Haien der Gattungen Asymbolus, Parmaturus, Galeus und Apristurus und wurde deshalb in die Familie Pentanchidae gestellt.

## Beziehung zum Menschen
Der Kaulquappen-Katzenhai hat für die Fischerei keine Bedeutung. Eine Einschätzung zu den Beständen und der Gefährdung der Art durch die International Union for Conservation of Nature (IUCN) liegt nicht vor.

## Belege
1. 1 2 3 4 5 6 7  Compagno, L.J.V.: Sharks of the World: An Annotated and Illustrated Catalogue of Shark Species Known to Date. Food and Agricultural Organization, Rome 1984, ISBN 92-5101384-5, S. 305–306 (englisch).
2. 1 2 3 4  Leonard Compagno, Marc Dando, Sarah Fowler: Sharks of the World. Princeton Field Guides, Princeton University Press, Princeton und Oxford 2005; Seite 222. ISBN 978-0-691-12072-0.
3. 1 2 3  Mathews, C.P. and M.F. Ruiz D.: Cephalurus cephalus, a Small Shark, Taken in the Northern Gulf of California, with a Description. In: Copeia. 1974. Jahrgang, Nr. 2, 13. Juni 1974, S. 556–560 (englisch).
4. 1 2 3 4  Bigelow, H.B. and W.C. Schroeder: Cephalurus, a New Genus of Scyliorhinid Shark with Redescription of the Genotype, Catulus cephalus Gilbert. In: Copeia. 1941. Jahrgang, Nr. 2, 8. Juli 1941, S. 73–76 (englisch).
5. ↑  Compagno, L.J.V.: Alternative life-history styles of cartilaginous fishes in time and space. In: Environmental Biology of Fishes. 28. Jahrgang, Nr. 3, 1990, S. 3–75 (englisch).
6. ↑  Cortés, E.: Standardized diet compositions and trophic levels of sharks. In: ICES Journal of Marine Science. 56. Jahrgang, 1999, S. 707–717 (englisch).
7. ↑  Balart, E.F., J. González-García and C. Villavicencio-Garayzar: Notes on the biology of Cephalurus cephalus and Parmaturus xaniurus (Chondrichthyes: Scyliorhinidae) from the west coast of Baja California Sur, México. In: Fishery Bulletin. 98. Jahrgang, 2000, S. 219–221 (englisch). (PDF)
8. 1 2  Kaulquappen-Katzenhai auf Fishbase.org (englisch)
9. ↑  Iglésiasa, S.P., G. Lecointre and D.Y. Sellos: Extensive paraphylies within sharks of the order Carcharhiniformes inferred from nuclear and mitochondrial genes. In: Molecular Phylogenetics and Evolution. 34. Jahrgang, 2005, S. 569–583 (englisch).

## Weblink
- Cephalurus cephalus in der Roten Liste gefährdeter Arten der IUCN 2013.1. Eingestellt von: Valenti, S.V., 2008. Abgerufen am 6. November 2013.